# Villa Aschwing
Villa Aschwing is een 19e-eeuws herenhuis aan de Dr. Nassaulaan in de Nederlandse stad Assen.
De villa werd in 1877 gebouwd in opdracht van mr. Johannes Jacobus Bolman (1820-1892), hij was inspecteur van het lager onderwijs in Drenthe. Het pand werd ontworpen door de Haarlemse architect A. van der Steur jr. Het werd gebouwd met zicht op het kort daarvoor (1875) vergrote en verfraaide hertenkamp. Het gebouw is opgetrokken in de eclectische stijl. Het heeft een kruisvormige plattegrond, een hoog souterrain, bestaat uit twee bouwlagen en een hoger opgaande middenpartij met mezzanino.
Het huis bleef aanvankelijk in particuliere handen. Tijdens de Tweede Wereldoorlog was het gebouw in gebruik bij de Wehrmacht. In de jaren 50 werd er een commandopost van de civiele beschermingsorganisatie Bescherming Bevolking gevestigd. In de tuin werd toen een atoomvrije bunker aangelegd. De laatste jaren wordt het gebruikt als kantoorruimte. De villa is een rijksmonument.